# Eiskunstlauf (Special Olympics)

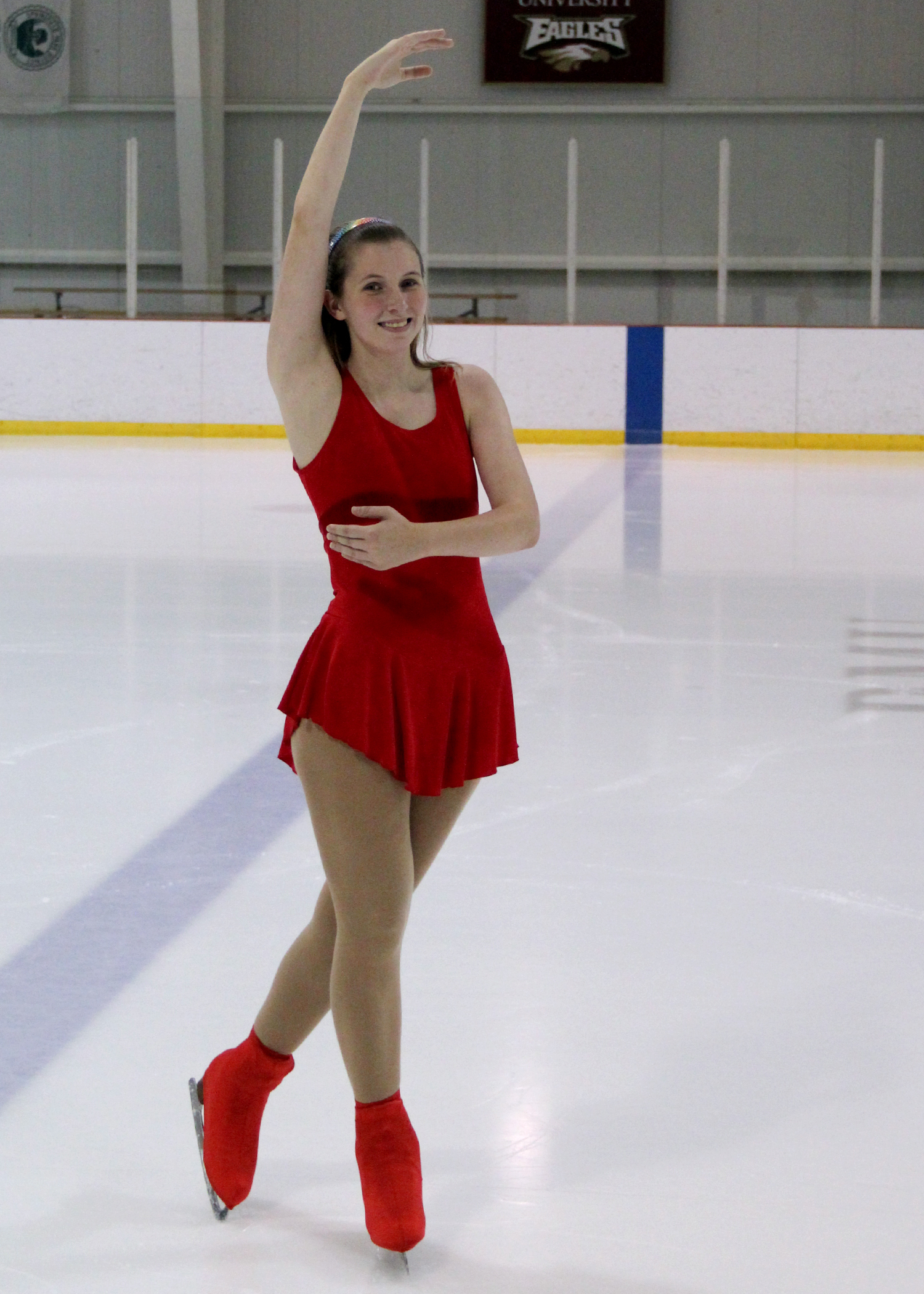
Erin Hart, Athletin im Eiskunstlauf bei den Special Olympics World Winter Games in Pyeongchang, 2013

Eiskunstlauf ist eine Sportart, die auf den Regeln des Eiskunstlaufs beruht und in Wettbewerben und Trainingseinheiten der Organisation Special Olympics weltweit für geistig und mehrfach beeinträchtigte Menschen angeboten wird. Eiskunstlauf ist seit 1977 bei Special Olympics World Games vertreten.

## Allgemeines
Eiskunstlauf ist eine Form des Eislaufens, bei der es auf die kunstvolle Ausführung von Sprüngen, Pirouetten und Schritten ankommt.
Der Eiskunstlauf-Wettbewerb besteht aus Kurzprogramm und Kür. Während im Kurzprogramm vorgegebene Elemente gezeigt werden, besteht die Kür in einem Tanz zu einer frei gewählten Musik. Es sind nur die Zeit und eine Auswahl von Elementen vorgegeben.

## Regeln
Special Olympics International hat die Sportregeln für Eiskunstlauf auf Grundlage des Regelwerks des internationalen Fachverbandes International Skating Union (ISU) erstellt. Die Bestimmungen der ISU oder die der Deutschen Eislauf-Union werden angewendet, soweit sie nicht im Widerspruch zu den offiziellen Special Olympics Sportregeln für Eiskunstlauf oder zu Artikel 1 der Sportregeln stehen. So können Special Olympics Wettbewerbe im Eiskunstlauf nach weltweit gültigen allgemeinen Standards abgehalten werden.

## Besonderheiten bei Special Olympics
Special Olympics benutzt für die Bewertung das Notensystem von 1 bis 6, wobei die 6 die beste Note ist.
Vor den eigentlichen Wettbewerben finden Klassifizierungsrunden statt, damit die Athleten in möglichst leistungshomogene Gruppen eingeteilt werden können. Über das Badge-Programms wird festgelegt, in welcher Gruppe die Athletinnen und Athleten in den Wettkampf gehen; Je mehr Elemente des Badge-Programms erfolgreich absolviert werden, desto höher das Leistungsniveau und das entsprechende Level im Wettbewerb. So muss zum Beispiel ein Athlet, der in Level II startet, dafür alle Elemente der Badges 1 bis 9 beherrschen und darf auch nur diese Elemente in seiner Kür zeigen. Um Wettbewerbe in homogenen Gruppen zu ermöglichen, wird ein Wettbewerb im Einzellauf in sechs verschiedenen Leistungsgruppen abgehalten, im Paarlauf und Unified-Paarlauf in jeweils zwei unterschiedlichen.
Neben einer falschen Programmdauer, fehlerhafter Wettbewerbskleidung sowie Stürzen gibt es Punktabzüge für unzulässige Elemente und Bewegungen, welche dem Leistungslevel der Athletin oder des Athleten nicht angemessen sind.
In der Disziplin Paarlauf Traditionell laufen zwei Athletinnen oder Athleten mit geistiger Beeinträchtigung miteinander auf dem Eis. Von Unified-Paarlauf spricht man, wenn ein geistig beeinträchtigter Athlet oder eine Athletin zusammen mit einem nicht beeinträchtigten Partner läuft.

## Wettkämpfe
Angeboten werden

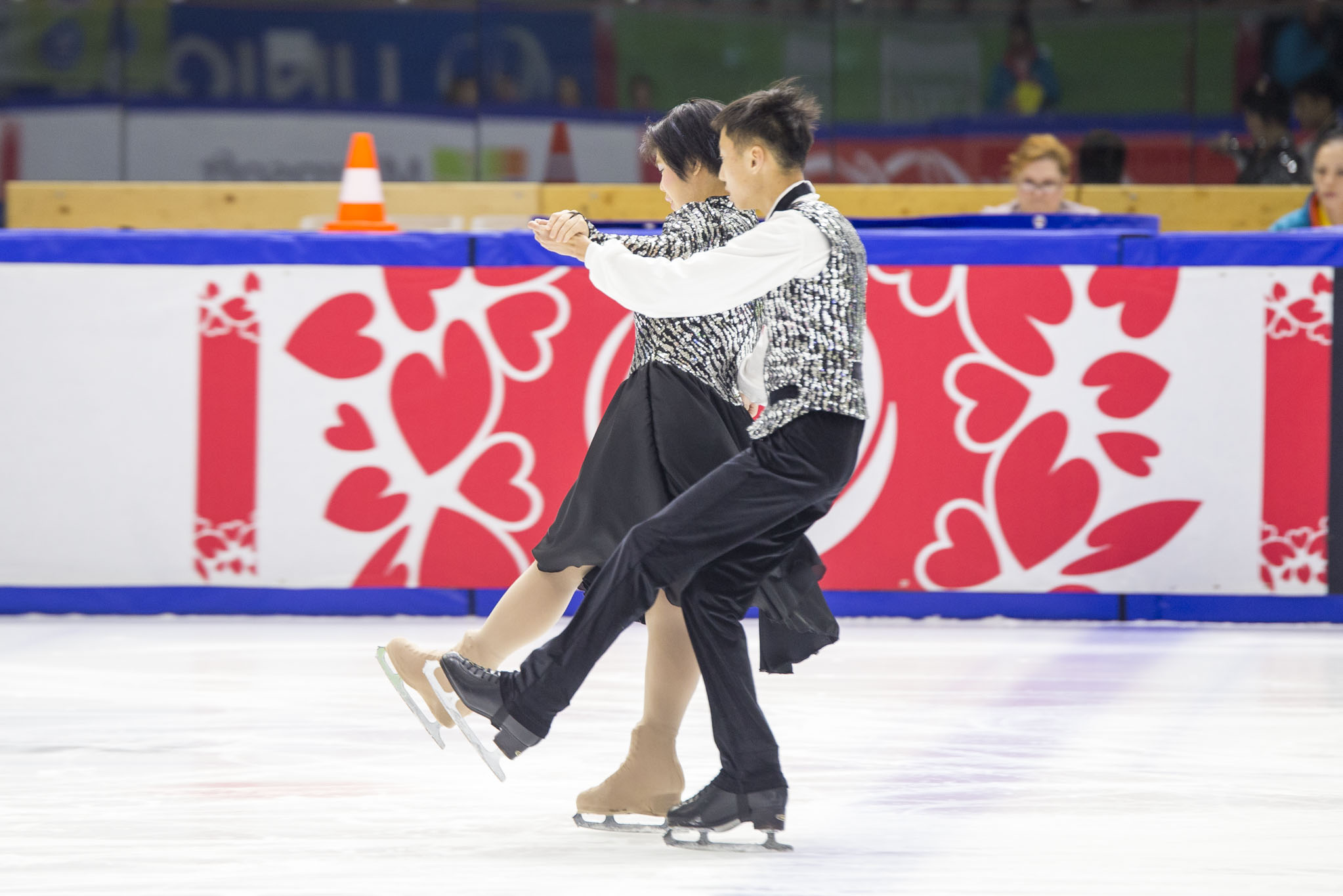
Paarlauf im Eiskunstlaufen bei den Special Olympics World Winter Games 2017

- Einzel-Wettbewerbe: Badge Programm
- Einzel-Wettbewerbe: Kurzprogramm (Level IV bis VI)
- Einzel-Wettbewerbe: Kür (Level I bis VI)
- Paarlauf (Traditionell & Unified): Badge Programm
- Paarlauf (Traditionell & Unified): Kür (Level I bis III)
- Eistanz (Traditionell & Unified): Badge Programm
- Eistanz (Traditionell & Unified): Level I bis VI
- Skill-Wettbewerbe (in Anlehnung an das Badge Programm) (werden bei Weltspielen nicht angeboten)
- Unified-Synchroneiskunstlauf (6–16 Personen) (werden bei Weltspielen nicht angeboten)

## Angebot bei Special Olympics World Games
Eiskunstlauf ist seit 1977 bei Special Olympics World Games vertreten.